# Nong Bua Lamphu
Nong Bua Lamphu  o Nong Bua Lam Phu (in thailandese หนองบัวลำภู) è una città minore (thesaban mueang) della Thailandia di 21 903 abitanti (2021). Il territorio comunale occupa una parte del distretto di Mueang Nong Bua Lam Phu, che è capoluogo della Provincia di Nong Bua Lamphu nel gruppo regionale della Thailandia del Nordest. In città hanno sede il governo provinciale e distrettuale.